# Torleif Thedéen
Torleif Thedéen (né le 17 novembre 1962) est un violoncelliste suédois. 

## Carrière
Thedéen acquiert une reconnaissance internationale après avoir remporté trois des plus prestigieux concours de violoncelliste au monde en 1985. Ensuite, Thedéen travaille régulièrement avec les plus grands orchestres et chefs du monde.
Torleif Thedéen est également un musicien de chambre et il se produit sur les plus grandes scènes, telles que le Wigmore Hall à Londres, le Carnegie Hall à New York et le Concertgebouw à Amsterdam.
Torleif Thedéen est professeur à l'Académie royale danoise de musique à Copenhague depuis 1992. Il est également professeur à l'Académie de musique Edsberg et, depuis 1996, conseiller artistique de l'orchestre de chambre Musica Vitae, basé à Växjö.

## Prix et récompenses
- 2002 - Membre n° 943 de l'Académie royale de musique de Suède
- 2003 - Médaille Litteris et Artibus
- 2016 - Prix d'interprétation de la Royal Academy [2].

## Discographie
Torleif Thedéen enregistre en exclusivité pour le label discographique BIS Records, mais est invité à l'occasion chez Caprice, CPO (Kabalevski), Dutton (Widor), ECM (Dobrinka Tabakova), EMI (avec Martha Argerich) Decca, Sony Classical (avec Janine Jansen), Deutsche Grammophon (avec Anne Sofie von Otter) et Naxos.
- 1986 - Le violoncelle russe : Igor Stravinsky, Dmitri Chostakovitch et Alfred Schnittke - avec Roland Pöntinen, piano (OCLC 225755981)
- 1988 - Le violoncelle russe, vol. 2 : Sergueï Prokofiev et Sergueï Rachmaninov - avec Roland Pöntinen, piano (OCLC 21484426)
- 1989 - Suites pour violoncelle seul de Benjamin Britten
- 1990 - Sinfonisia luonnoksia ; Concerto pour violoncelle et orchestre ; Symphonie n° 4 de Joonas Kokkonen
- 1990 - Concerto pour violoncelle n° 1 ; Lettres sonores ; Quatre hymnes pour violoncelle et ensemble instrumental d'Alfred Schnittke
- 1991 - Concertos pour violoncelle de Robert Schumann et Edward Elgar
- 1992 - Concerto pour violoncelle n° 2 ; Concerto Grosso n° 2 d'Alfred Schnittke
- 1993 - Schelomo d'Ernest Bloch - avec la Symphonie en do dièse mineur
- 1994 - Trois concertos de Sven-David Sandström (Caprice) (OCLC 32915250) — avec d'autres concertos de Tobias Carron (pour flûte) et Magnus Andersson (pour guitare)
- 1994 - Concertos pour violoncelle de Dmitri Chostakovitch
- 1995 - Suites pour violoncelle seul de Bach (OCLC 46490728)
- 1996 - Musique de chambre d'Erwin Schulhoff
- 1996 - Violoncelle et piano de Jean Sibelius
- 1997 - Le violoncelle japonais de compositeurs japonais : Noriko Ogawa, Yoshihiro Kanno, Hirohisa Shono, Tōru Takemitsu, Makoto Moroi… - avec Noriko Ogawa, piano
- 1998 - Concertos pour violoncelle no 1 et no 2, Romance pour violoncelle, de Camille Saint-Saëns, Torleif Thedéen (violoncelle) et Jean-Jacques Kantorow (Tapiola Sinfonietta). CD Bis Records
- 1999 - The deceitful face of hope and despair ; Sieben Worte de Sofia Goubaïdoulina - avec Sharon Bezaly, flûte ; Torleif Thedéen, violoncelle ; Mie Miki, accordéon ; Orchestre symphonique de Gothenburg, dir. Mario Venzago (OCLC 69946212)
- 1999 - Concertos pour violoncelle de Witold Lutosławski et Krzysztof Penderecki - avec l'Orchestre symphonique de la radio suédoise, dir. Leif Segerstam (OCLC 45165651)
- 2001 - La Muse et le poète de Camille Saint-Saëns, Torleif Thedéen (violoncelle) et Jean-Jacques Kantorow (Tapiola Sinfonietta). CD Bis Records  2001
- 2002 - Concertos de Mats Larsson Gothe, Bohuslav Martinů, Jacques Ibert et Hilding Rosenberg - avec l'ensemble symphonique à vent d'Östgöta, dir. Hermann Bäumer (OCLC 51522680)
- 2006 - Édouard Lalo, Concerto pour violoncelle ; Namouna ; Symphonie en sol mineur, Malaysian Philarmonic Orchestra - dir. Kees Bakels. CD Bis Records 2005
- 2007 - Inventions & Partita de Bach
- 2007 - Epilogue, œuvres pour violoncelle et piano d'Alfred Schnittke - avec Roland Pöntinen, piano (OCLC 137291046)
- 2012 -
- 2013 - Concerto pour violoncelle de Dmitri Kabalevski - avec la Philharmonie de la radio NDR, dir. Eiji Oue (CPO 777668-2) (OCLC 874829362)
- 2016 -  Musique de chambre d'Erwin Schulhoff - au sein de l'ensemble Spectrum Concerts Berlin (Naxos) (OCLC 983464231)